# Boba Fett: Zákon podsvětí
Boba Fett: Zákon podsvětí (v anglickém originále The Book of Boba Fett) je americký hraný televizní seriál vytvořený společností Lucasfilm pro streamovací službu Disney+. Seriál vytvořil Jon Favreau a vznikl jako součást mediální franšízy Star Wars a jako spin-off seriálu Mandalorian (2019), podobně jako další od něj odvozený seriál Ahsoka.
Příběh se odehrává po druhé řadě Mandaloriana, pět let po filmu Návrat Jediů (1983), ovšem významnou část děje tvoří flashbacky, odehrávající se krátce po tomto filmu. Titulní postavou je zde Boba Fett, nájemný lovec odměn, který se vyskytuje jak v Mandalorianovi, tak i několika epizodách hlavní filmové série. Do jeho role byl obsazen Temuera Morrison a další významnou postavu Fennec Shand ztvárnila Ming-Na Wen, čímž si dvojice zopakovala svoje účinkování z Mandaloriana. Projekt původně vznikl jako antologický film, ale po neúspěchu filmu Solo: Star Wars Story (2018) začal Lucasfilm dávat přednost seriálům na streamovacích službách a projekt byl už v rané fázi vývoje přepracován na seriál. Ten byl s výše uvedeným obsazením oficiálně ohlášen v prosinci 2020, kdy začalo i natáčení, které bylo dokončeno v červnu 2021.
Premiéra prvního dílu se uskutečnila 29. prosince 2021.

## Postavy a obsazení

### Hlavní postavy
- Temuera Morrison (v českém znění Milan Kačmarčík) jako Boba Fett, nájemný lovec odměn[4]
- Ming-Na Wen (v českém znění Radka Přibyslavská) jako Fennec Shand, elitní žoldnéřka a vražedkyně ve Fettových službách[4]
- Pedro Pascal (v českém znění Martin Trnavský) jako Mandalorian / Din Djarin, zvaný též „Mando“, nájemný lovec lidí (od 5. dílu)

### Vedlejší postavy
- Matt Berry (hlas) (v českém znění David Matásek) jako 8D8, droid ve Fettových službách
- David Pasquesi (v českém znění David Prachař) jako Moka Shaizeho, twi'lecký majordomus starosty města Mos Espa na planetě Tatooine
- Jennifer Beals (v českém znění Marie Málková) jako Garsa Fwip, twi'lecká provozovatelka kantýny zvané Sanctuary v Mos Espa
- Carey Jones jako Krrsantan, wookieeský žoldák ve službách huttských Dvojčat (the Twins), posléze Fettových
- Stephen Root (v českém znění Pavel Zedníček) jako Lortha Peel, obchodník s vodou v Dělnické čtvrti Mos Espa (3. díl)
- Sophie Thatcher (v českém znění Nikola Heinzlová) jako Drash, vůdkyně gangu kyborgů, tzv. moderů, pracujících pro Fetta
- Jordan Bolger (v českém znění Filip Březina) jako Skad, člen gangu moderů ve Fettových službách
- Danny Trejo (v českém znění Vladimír Kratina) jako cvičitel Fettova rancora (3. díl)
- Stephen „Thundercat“ Bruner modifikátor kyborgů ve městě Mos Eisley, který svým uměním zachránil život Fennec Shand a Cobbu Vanthovi (4. díl)
- Emily Swallow (v českém znění Antonie Talacková) jako Zbrojířka (the Armorer), vyrábějící mandalorianskou zbroj a duchovní vůdkyně fanatické skupiny mandalorianů zvaných „Děti hlidky“ (5. díl)
- Amy Sedaris (v českém znění Yvetta Blanarovičová) jako Peli Motto, mechanička provozující svůj hangár v Mos Eisley (od 5. dílu)
- Timothy Olyphant (v českém znění David Švehlík) jako Cobb Vanth, šerif ve městě Freetown, dříve Mos Pelgo (5. díl)
- Rosario Dawson (v českém znění Kateřina Winterová) jako Ahsoka Tano, togrutská bojovnice a bývalá jedijská padawanka Anakina Skywalkera (6. díl)
- Corey Burton (hlas) (v českém znění Pavel Šrom) jako Cad Bane, duroský lovec lidí, najatý drogovým kartelem Pyke Syndykate; ztělesňuje jej Dorian Kingi (6. a 7. díl)
- Mark Hamill (hlas) (v českém znění Oldřich Hajlich) jako Luke Skywalker, rytíř Jedi a syn Anakina Skywalkera; ztělesňuje jej Graham Hamilton. Stejně jako v Mandalorianovi byl vzhled Skywalker vytvořen převážně pomocí vizuálních efektů a syntetické řeči na základě referenčních obrázků a nahrávek pro omezený vzhled a hlas Hamilla.(6. díl)
- Jon Favreau (hlas) (v českém znění Tomáš Bartůněk) jako Paz Vizsla, Mandalorianský válečník, jeden z posledních následovníků Dětí hlídky; ztělesňuje jej Tait Fletcher (5. díl)
- Paul Sun-Hyung Lee (v českém znění Tomáš Karger) jako Carson Teva
- Robert Rodriguez (v českém znění Zdeněk Mahdal) jako Dokk Strassi, trandoshanský zločinecký boss; ztělesňuje jej Stephen Oyoung.
Rodriguez také namluvil Ithorianského starostu města Mos Espa jménem Mok Shaiz (v českém znění Libor Hruška), rovněž jej ztělesňuje Oyoung.

## Seznam dílů
| Č. v seriálu | Původní název                               | Český název                           | Režie               | Scénář                    | Premiéra na Disney+ |
| ------------ | ------------------------------------------- | ------------------------------------- | ------------------- | ------------------------- | ------------------- |
| 1            | Chapter 1: Stranger in a Strange Land       | Kapitola 1: Cizinec v cizí zemi       | Robert Rodriguez    | Jon Favreau               | 29. prosince 2021   |
| 2            | Chapter 2: The Tribes of Tatooine           | Kapitola 2: Kmeny Tatooinu            | Steph Green         | Jon Favreau               | 5. ledna 2022       |
| 3            | Chapter 3: The Streets of Mos Espa          | Kapitola 3: Ulice Mos Espy            | Robert Rodriguez    | Jon Favreau               | 12. ledna 2022      |
| 4            | Chapter 4: The Gathering Storm              | Kapitola 4: Bouře se blíží            | Kevin Tancharoen    | Jon Favreau               | 19. ledna 2022      |
| 5            | Chapter 5: Return of the Mandalorian        | Kapitola 5: Návrat Mandaloriana       | Bryce Dallas Howard | Jon Favreau               | 26. ledna 2022      |
| 6            | Chapter 6: From the Desert Comes a Stranger | Kapitola 6: Z pouště přichází cizinec | Dave Filoni         | Jon Favreau a Dave Filoni | 2. února 2022       |
| 7            | Chapter 7: In the Name of Honor             | Kapitola 7: Ve jménu cti              | Robert Rodriguez    | Jon Favreau               | 9. února 2022       |